# Ələsgərli (Şəmkir)
Ələsgərli è un comune dell'Azerbaigian situato nel distretto di Şəmkir.